# Rondo Putrajaya
Rondo Putrajaya, wł. Rondo Perskiego Sułtana Szacha Salahuddina Abdul Aziza (ang. Persiaran Sultan Salahuddin Abdul Aziz Shah Roundabout) – największe rondo na świecie, znajdujące się w Putrajaya, centrum administracyjnym Malezji.
Budowa ronda trwała od 1997 do 1999 roku. Jego obwód wynosi 3,5 kilometra (2,2 mili), a całość pokrywa obszar 839 000 m². Prawdopodobnie ma też najdłuższą nazwę.
Rondo stanowi najważniejszą arterię miasta Putrajaya. Wewnątrz obwodu jezdni znajduje się droga Jalan Taman Putra Perdana, a w jej biegu mniejsze rondo. Przy niej znajdują się pałac narodowy Istana Melawati, część kompleksu rządowego Kerajaan, park Taman Putra Perdana wraz z pomnikiem-punktem orientacyjnym Mercu Tanda Putrajaya, hotel Pulse Grande, a także kilka stawów. Wzdłuż ronda usytuowane są dalsze budynki kompleksu rządowego, zaś w jego pobliżu m.in. Perdana Putra (gmach premiera Malezji), Meczet Putra oraz Plac Niepodległości.